# Vászonfű
A vászonfű (Phormium) az egyszikűek (Liliopsida) osztályának spárgavirágúak (Asparagales) rendjébe, ezen belül a fűfafélék (Asphodelaceae) családjába tartozó nemzetség.

## Előfordulásuk
A vászonfűfajok előfordulási területe Új-Zéland és a környező szigetek.

## Rendszerezés
A nemzetségbe az alábbi 2 faj tartozik:
- Phormium colensoi Hook.f.
- új-zélandi kender (Phormium tenax) J.R.Forst. & G.Forst. - típusfaj